# Chloroclystis recensitaria
Eriopithex recensitaria là một loài bướm đêm trong họ Geometridae.